# クロンシュタット級重巡洋艦
クロンシュタット級重巡洋艦（露: Тяжёлые крейсера типа "Кронштадт"、英: Kronstadt class battlecruiser）は1930年代、ソビエト連邦海軍が列強海軍の整備する条約型重巡洋艦に対抗すべく建造した重巡洋艦である。ソビエト連邦（ソ連）内では重巡洋艦に分類されるが、武装と排水量から世界的には巡洋戦艦並みの扱いを受けた。独ソ戦（大祖国戦争）勃発により、未成艦で終わった。

## 建造までの経緯

### 重巡洋艦建造計画
ソ連海軍はロシア革命とその後のロシア内戦の混乱により、往時とは比べようもないほどに荒廃した海軍の建て直しのためにイタリアから援助を受け、技術者の招聘とソ連海軍士官のイタリア海軍への留学で、建艦技術の向上を図った。それに並行して、イタリア式設計による軽巡洋艦「キーロフ級」、「マクシム・ゴーリキー級」を建造した。これに気を良くしたスターリンは、第一中央造船設計局に列強の重巡洋艦を凌駕する重巡洋艦の建造を命令した。ソビエト連邦はワシントン海軍軍縮条約には加盟しておらず、同条約の「重巡洋艦は主砲は8インチまで、基準排水量は10,000トン以下」の制限は受けないため、これを凌駕する自由な発想で設計が行えた。しかし、ロシア帝国海軍とソ連海軍には重巡洋艦という艦種は存在しなかったため、設計者は便宜上としてロシア帝国海軍時代に建造した「装甲巡洋艦」や「大型巡洋艦」という名目で呼称し、設計を開始した。
設計は1930年代後半より始まり、1935年5月には仮称「X型巡洋艦」の設計を完了した。これは、単艦であらゆる作戦任務を行える万能型巡洋艦として設計されており、満載排水量2万トンで主砲は24cm砲3連装4基12門で水上機は12機も搭載し、更には小型潜水艇を2隻も搭載しておいて速力38ノットという意欲的な設計であった。また、同時期に「大型巡洋艦｣案が提出され、これは満載排水量24,000トンで主砲は25cm砲3連装3基を搭載し速力36ノットを発揮するという設計であった。しかし、艦政当局はこれらの設計案を退けて基準排水量23,000トンの「22型装甲巡洋艦」の設計を開始させたが、後にこの計画も中止となった。

### 69型巡洋戦艦

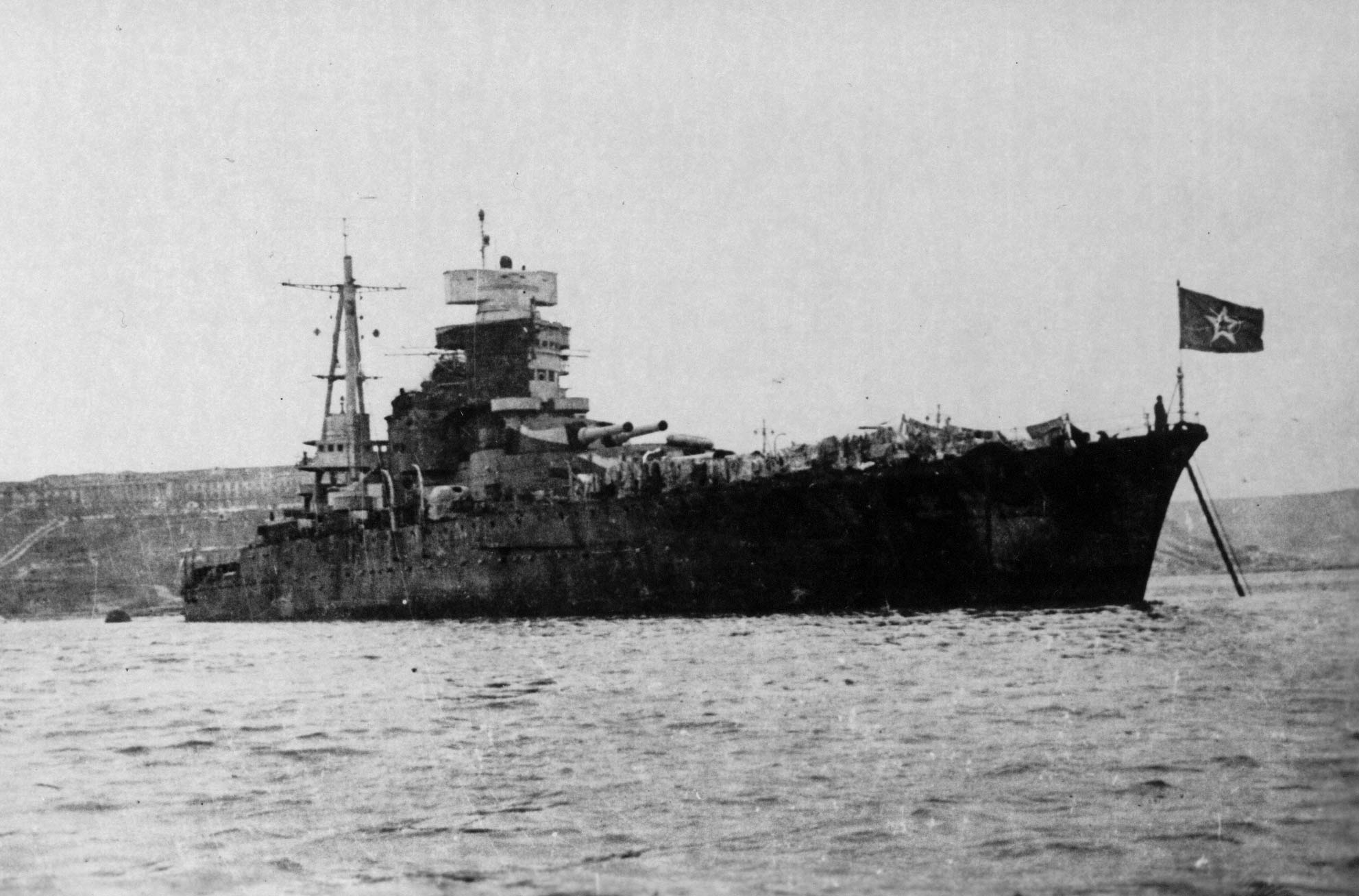
コンテ・ディ・カブール級戦艦「ジュリオ・チェザーレ」。後にソ連に賠償艦となり「ノヴォロシースク」と改名された後に1949年に撮影。

この頃、イタリア海軍はフランス海軍が建造していたダンケルク級戦艦(基準排水量26,500トン、主砲33cm砲4連装2基8門、速力30ノット)に対抗すべく、旧式戦艦コンテ・ディ・カブール級戦艦の大規模な近代化改装に着手した矢先で、2万トン級の中型戦艦・大型巡洋艦の研究実績・設計案には事欠かなかった。そのお陰で、幸運にも同時期に似たような艦種を模索していたソ連海軍はイタリアからの設計案の提供に恵まれていた。そうした時期にアンサルドから「1936年度巡洋戦艦案」が提案された。これは満載排水量26.700トンで25cm砲3連装3基を搭載すると言うもので、第一中央造船設計局はこれを踏まえて既存の「X型巡洋艦」と「22型装甲巡洋艦」を組み合わせて列強の重巡洋艦に対抗可能で、単独での通商破壊戦を可能とする「69型重巡洋艦」の設計を1936年11月に承認した。要求性能は、満載排水量22,000-23,000トン、主砲は25.4cm(10インチ)砲9門、速力34ノットで、設計は第一中央造船設計局から改名された第17中央設計局が引き続き担当した。
原案は1938年6月にニキチン主任設計士官が完成させ、海軍はそれを承認した。だが、ここでスターリンは「69型重巡洋艦の主任務はドイツ海軍が建造中のシャルンホルスト級戦艦を超えるものである」と要求性能を吊り上げた。69型重巡洋艦の初期案は条約型重巡洋艦を凌駕するものだったので、25.4cm砲ではドイツ海軍の巡洋戦艦には対抗不能である。そのため、海軍は「69型重巡洋艦」の要求性能を改定し、主砲は25.4cm砲から30.5cm（12インチ）砲へ、基準排水量は32,870トンへと大型化された反面、速力要求は34ノットから32ノットへと若干下げられた。
しかし、スターリンの発言を重く見た海軍当局は合同で特別委員会を設置し、対抗艦を排水量的に同クラスであるドイツ海軍のシャルンホルスト級戦艦とフランス海軍のダンケルク級戦艦、イギリス海軍のレナウン級巡洋戦艦、イタリア海軍の改装戦艦コンテ・ディ・カブール級戦艦とカイオ・ドゥイリオ級戦艦、日本海軍の金剛型戦艦に定めて研究した結果、本級の要目が定まった。基準排水量はシャルンホルスト級に並ぶ38,540トン、主砲は30.5cm砲3連装3基9門で速力32ノットという、紛れもない高速戦艦であった。この結果に気を良くしたスターリンは建造を承認し、建造を早急に行うよう命令したために1939年11月に1番「クロンシュタット」がレニングラード造船所で起工、2番艦「セヴァストーポリ」がニコラエフ造船所で起工された。なお、スターリンが建造を承認した時点では大まかな設計案は決まっていたが、最終設計は定まっておらず、最終決定案は起工後の1940年4月11日に承認された。

### 建造中止
最終案が出た時に本級の主砲は設計は完了していたが製造遅延の問題が起こったため建造の進捗が遅らされ、1940年10月19日には事実上の建造停止状態に陥った。この時期に同年2月に独ソ通商協定が締結されたことに伴い、ドイツより技術導入が可能になった。本級にも、ビスマルク級戦艦の主砲として採用されたSK C/34 38cm（47口径）砲を砲塔ごと提供される予定となったため、ドイツ製38cm連装砲塔を搭載するよう改設計が急遽行われ、この設計案は「69i型重巡洋艦」と呼称された。しかし、ドイツは自国海軍に優先的に艦砲を製造し、ソ連には38cm砲は届かないため、結局主砲塔の搭載は未定のまま建造が進められた。さらに、1941年6月22日の独ソ戦（大祖国戦争）勃発に伴いドイツ軍が迫る中、約10%しか建造が進んでいない本級は建造中止となった。建造中だった2隻の船体や建造資材は陣地構築のために転用され、残った船体の一部も戦後解体されてしまった。

## 設計

### 艦形
本級の船体形状はキーロフ級などの短船首楼型船体とは異なり、建造しやすい平甲板型船体が採用された。艦首形状は凌波性を考えて前方に強く傾斜したクリッパー・バウとなっているが、艦首のシア(甲板の傾斜)はほとんど無く、波の穏やかな内海に向いた設計であった。上構の配置は、同時期に設計されたソビエツキー・ソユーズ級戦艦に類似し、1・2番主砲塔は艦体前方に背負い式に2基配置した。2番煙突の背後に小型の後部艦橋が設けられ、後部甲板上に3番主砲塔が後向きに1基配置された。
本級の艦橋構造はドイツ海軍の装甲艦「アドミラル・シェーア」によく似ていた。装甲司令塔を組み込んだ箱型の操舵艦橋の背後、水面高29mの頂上部に測距能力40kmの測距儀と射撃指揮装置を配置した背の高い戦闘艦橋が立つ。

### 防御
防御方式はキーロフ級より継承した傾斜装甲を採用しており、舷側自体を下側に行くほどに10度傾斜させ、主甲板から水線部にかけて広範囲に230mm装甲が張られた。甲板の最上部は無防御であったが主甲板に90mmの一枚板が張られ、断片防御として30mm装甲が貼られた下甲板を持っており、それらは末端部で230mm舷側装甲と接続していた。水線下は水雷防御はバルジを含めた5層の液層と空気層を組み合わせたアメリカ戦艦式の複合防御方式で4層目の隔壁には水密隔壁として18mm装甲が艦底部にかけて張られて、その裏に最上甲板から艦底部にかけて縦通隔壁で艦内と区切って5層目を成していた。艦底部は二重底である。

### 機関
本級の機関配置は前述の通りシフト配置方式で艦橋の直下から1番煙突までがボイラー8基を収める第一缶室、カタパルトの直下がタービン2基を収める第一機械室、2番煙突直下がボイラー4基を納める第二缶室で、後部測距儀塔の直下がタービン機関2基を収める第二機械室である。ボイラーは合計で12基を搭載し、巡航時は4基を運転するが、さらに低速で航行する際は2機のみ稼働させることも可能だった。
発電機は、出力1,200kWのターボ発電機2基と、出力650kWのディーゼル発電機を4基搭載した。

### 航空艤装
シフト配置を採用していたために、2本煙突の間は前後に広く離れていた。その間を飛行艇の搭載区画に充て、射出用のカタパルトが中央部中心部に1基配置された。カタパルトの両脇は飛行艇格納庫となっており、2番煙突の前方に立つ三脚式の後部マストを基部とするクレーンにより飛行艇は運用された。

## 兵装

### 主砲
本級の主砲は新設計の「B-50 Pattern 1940年型 30.5cm（55口径）砲」を採用している。そのカタログデータは重量471 kgの主砲弾を最大仰角45度で最大射程47,580m、最大射高27,430mで国産の舷側装甲375mmを貫通できた。この主砲は新設計の3連装砲塔に収められた。
砲塔の俯仰能力は仰角45度・俯角3度で、旋回角度は船体首尾線方向を0度として1番・2番主砲塔は左右149度、3番主砲塔のみ左右150度の旋回角度を持っていた。装填は仰角6度の固定角度装填方式で発射速度は毎分3.24発の設計であった。

### 副砲
本級の副砲には、同時期に設計されたチャパエフ級巡洋艦の主砲にも採用されている新設計の「B-38 Pattern 1938 年型 15.2cm（57口径）速射砲」を採用した。その性能は砲弾重量55kg、最大射程23,720mで、「インペラートル・パーヴェル1世級戦艦」以来の砲塔形式に収め、連装砲塔で4基を配置した。砲塔の俯仰能力はを最大仰角45度・俯角5度で、旋回角度は舷側甲板の砲塔は135度、上構に配置された砲塔は180度の旋回角度を持っていた。装填は仰角8度の固定角度装填方式で、発射速度は毎分7.5発だった。配置は、艦橋脇に1基ずつと舷側甲板上に1基ずつのオフセット配置で、片舷2基ずつ計4基で前方へ8門が指向できるようにされていた。

### その他備砲
高角砲も、新設計の「B-34 Pattern 1940 年型 100mm（56口径）高角砲」を採用した。その性能は15.6 kgの砲弾を仰角45度、最大射程22,241 m、最大仰角85度で高度9,895 mで、防楯付の連装砲架で4基を配置した。砲架の旋回と俯仰は電動もしくは人力で行われ、俯仰角は仰角85.5度・俯角5.5度で旋回角度は360度旋回角度を持つ。しかし実際は上部構造物により射界に制限があった。発射速度は毎分16発だった。砲架は後部マストの脇に1基ずつ、2番煙突の脇に1基ずつの片舷2基の計4基を搭載した。
他に近接火器として「1941年型 70-K 37mm（67口径）高角機関砲」を採用した。この砲は0.732 kgの砲弾を仰角45度8,400 m、最大仰角85度で高度5,000 mまで届かられた。旋回と俯仰は電動と人力で行われ、俯仰は仰角85.5度・俯角10度で360度旋回できたが実際は上部構造物により射界に制限があった。発射速度は毎分160～180発で、これを四連装砲架で7基28門を搭載する設計だった。

## 同型艦

### クロンシュタット
ネームシップである「クロンシュタット」は、基本設計が終了したばかりの1938年11月にレニングラードのアドミラルティ造船所で起工したが、独ソ戦勃発後の1939年11月30日に進捗率10.6%で建造中止となった。1941年に始まったレニングラード包囲戦では、部材や資材の一部が転用された。戦後、航空母艦に設計を変更して就役させる計画もあったが、1947年3月24日に解体が決定し、姿を消した。

### セヴァストーポリ
2番艦「セヴァストーポリ」は、ニコラエフ（現・ムィコラーイウ）61コムーナ造船所（現・ニコラエフ造船所）で起工されたが、1939年11月5日に建造が中断し、1941年6月22日に進捗率11.6%で建造中止となった。同年、ニコラエフを占領したドイツ軍は、陣地構築のために「セヴァストーポリ」の船体の一部や資材を転用した。1947年3月24日に解体が決定し、1948年までに解体された。

### その他の同型艦
本級は合計で15隻の建造が予定されていたが、3番艦以降は起工されずに建造中止となった。3番艦には「スターリングラード」の艦名が予定されていた。

## 登場作品
『征途』
「クロンシュタット」と「セヴァストポリ」が登場。史実同様建造が中断されていたが、「元々戦艦や巡洋戦艦に異常な愛着を持っていたスターリンが、日本最後の実働戦艦大和と武蔵が日本の南北で米ソ艦隊に大打撃を与えるのを見た結果、艦隊の中核戦力として戦艦が必要だと信じ込んでしまった」という描写があった上で、スターリンの直接命令でソビエツキー・ソユーズ級戦艦「ソビエツカヤ・ベラルーシ（完成後「ソビエツキー・ソユーズ」に改名）」とともに強引に建造が再開され完成したという設定となっている。
劇中では北海道戦争において「ソビエツキー・ソユーズ」を旗艦とするソビエト海軍援日義勇艦隊所属艦として、アメリカ海軍のサウスダコタ級戦艦「アラバマ」や海上保安庁の超甲型警備艦「やまと（大和）」などと交戦するが、「やまと」の砲撃により「クロンシュタット」は大破漂流の後沈没、「セヴァストポリ」は轟沈した。
『War Thunder』
ソヴィエトの海軍大型艦ツリーにクロンシュタットが登場している。
『World of Warships』
Tier IXのプレミアム巡洋艦として登場している。
『アズールレーン』
「クロンシュタット」を擬人化したキャラクターが登場する。